# Лятуринская, Оксана Михайловна
Оксана Зинаида Михайловна Лятуринская (укр. Оксана Зінаїда Михайлівна Лятуринська; 2 февраля 1902 — 13 июня 1970) — украинская художница, скульптор, писательница, поэтесса и общественный деятель.

## Биография
Отец Михаил Лятуринский служил офицером российской пограничной заставы возле Старого Алексинца. Мать Анна Лятуринская происходила из семьи немецких колонистов.
С начала 1920-х годов училась в Кременецкой частной украинской гимназии имени Ивана Стешенко. Вероятно, здесь появились её первые поэтические опыты, опубликованные в гимназическом альманахе «Юношество» под редакцией Уласа Самчука.
По достижении Оксаной двадцатилетия отец решил выдать её за нелюбимого человека, старого, но богатого крестьянина из Колодного. Не смирившись с деспотическим решением отца, Оксана сбежала из дома к родственникам Кищунам, жившим в недалёкой Катериновке. Те помогли ей деньгами, и Оксана уехала к брату Ивану в Германию.
В 1924 году оказалась в Праге. Активно включилась в общественную и культурную жизнь украинской эмиграции. Сотрудничала в Союзе украинок. Познакомилась с поэтами-эмигрантами Евгением Маланюком, Олексой Стефановичем, Еленой Телигой и Олегом Ольжичем.
Училась на философском факультете Карлова университета, в Украинской студии пластического искусства, Чешской высшей художественно-промышленной школе.
Много работала, в частности в области скульптуры. Принимала участие в ряде выставок в Лондоне, Париже, Берлине, получила признание как мастер скульптурных портретов. Автор Памятника павшим воинам УНР в Пардубице (1932), бюстов Тараса Шевченко, Томаша Масарика, Симона Петлюры, Евгения Коновальца. Несколько выполненных ею надгробий можно увидеть на пражских кладбищах.
Печаталась в журналах «Литературно-научный вестник», «Напролом» и в других периодических изданиях. Ранние стихи отличались лаконизмом, сжатостью формы, затрагивали темы украинского прошлого и мифологии. В Праге вышли её сборники «Гусли» (1938) и «Княжья эмаль» (1941), посвященный памяти поэта Юрия Дарагана.
В годы Второй мировой войны пережила гибель части своих произведений. После войны оказалась в лагере для перемещённых лиц Ашаффенбурге в Германии, с 1949 года в эмиграции в США. С помощью Союза украинок поселилась в Миннеаполисе, где погрузилась в общественную и творческую работу, создала ряд новых скульптурных портретов, писала стихи. Издала сборник новелл «Материнки» (1946) и сборник стихов для детей «Бедрик» (1956). Появилось второе издание «Княжьей эмали» (1956), включившее также сборник «Радуга». Участвовала в деятельности Объединения украинских писателей «Слово», одной из первых подписала его устав (1957).
Ещё во время проживания в Праге начала терять слух; в США уже не помогал и слуховой аппарат. Последние годы находилась в состоянии психического угнетения, постоянной тревоги.
Умерла от рака лёгких. Урна с её прахом захоронена на украинском православном кладбище в Саут-Баунд-Бруке (Нью-Джерси), напротив могилы товарища по литературе и по идеям Евгения Маланюка.
В 1983 году на средства, собранные организацией Союза украинок Канады, издана книга «Собрание произведений». В 2002 г. в селе Хомы в честь 100-летия со дня рождения поэтессы усилиями литератора Гаврила Черняховского, родных, общины Збаражского района и союза писателей Тернопольщины был открыт памятник Оксане Лятуринской.